# Lijst van rivieren in Panama

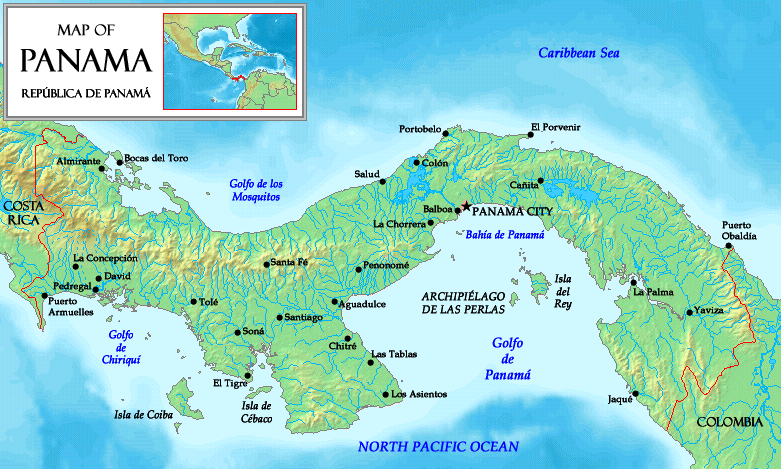
Kaart van Panama.

Dit is een lijst van rivieren in Panama. De rivieren zijn, van noord tot zuid, naar drainagebekken geordend en de opeenvolgende zijrivieren zijn ingesprongen weergegeven onder de naam van elke hoofdrivier.

## Atlantische Oceaan

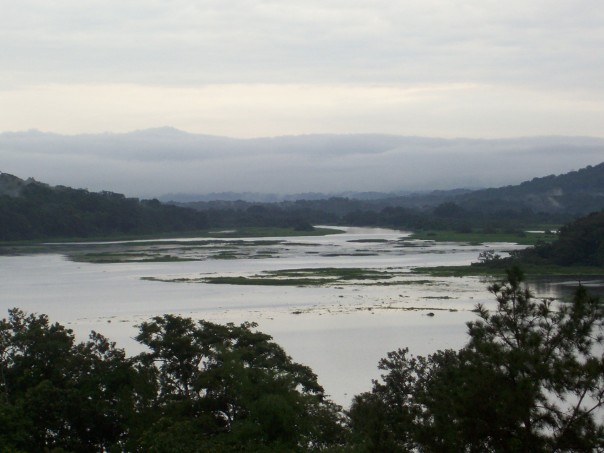
De Chagres, gezien vanuit het regenwoudresort in Gamboa, Panama.

- Sixaola
  - Yorkin
- San San
- Changuinola (Culebra)
  - Quebrada Junco
  - Teribe
  - Quebrada Carbón
  - Quebrada El Guabo
  - Risco
  - Culubre
  - Estrellita
  - Playita
- Guariviara
  - Manantí
- Cricamola
- Quebrada Catapela
- Canaveral
- Chiriqui
- San Pedro
- Chucara
- Santa Catarina
- Toncri
- Cahuita
- Calovebora
- Guázaro
- Concepción
- Veraguas
- Belén
- Caimito
- Cocle del Norte
  - Toabré
- Miguel de La Borda
- Indio
- Lagarto
- Chagres
  - Gatún
- Cascajal (nabij Portobelo)
- Nombre de Dios
- Mandinga
  - Cangandi
- Nergala
- Agua
- Carti Grande
- Canita
- Margandi
- Playon Grande
- Playon Chico
- Canya
- Portogandi
- Carreto
- Armila

## Stille Oceaan
- Guanábano
- Corotú
- Rabo de Puerco
- San Bártolo
- Palo Blanco
- Colorado
- Chiriquí Viejo
- Duablo
- Platanal
  - Chico
    - Piedra

  - Chiriquí Nuevo
    - David
      - Majagua

    - Caldera
- Chorcha
- Las Vueltas
- Estero de Ajo
- Fonseca
- San Juan
  - Jocoy
- San Felix
  - Piedra
- Santiago
- Tabasara
- Lobaina
- Cate
- San Pablo
  - Cobre
- San Pedro
  - Martín Grande
  - Piña
  - Ponuga
- Suay
- Mariato
- Palo Seco

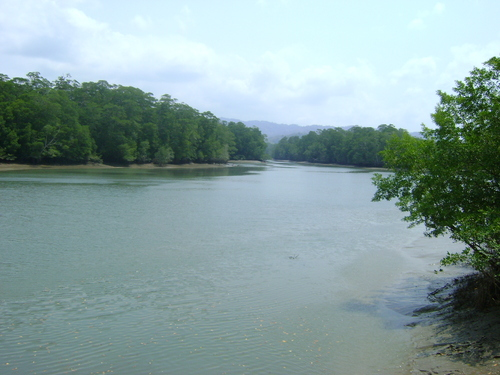
De Chucunaque is de langste rivier in Panama

- een aantal kleine rivieren op het schiereiland Azuero zijn hier niet vermeld
- La Villa
- Parita
- Santa Maria
- Pocrí
- Grande
  - Chico
  - Caño
  - Cocle del Sur
  - Rio Hondo
- Antón
- Farallon
- Chame
- Caimito
- Cabra
- Pacora
- Chepo (Bayano)
  - Mamoní
- Congo
  - Santa Barbara
- Sabanas
  - Lara
- Tuira
  - Chucunaque
    - Chico

  - Balsas
- Sambú
- Jaqué

## Stroomgebieden in Panama
| Code | Naam                                                                       | Stroomgebied (km2) | Lengte hoofdrivier (km) | Drainagebekken     |
| ---- | -------------------------------------------------------------------------- | ------------------ | ----------------------- | ------------------ |
| 87   | Sixaola                                                                    | 509,4              | 146,0                   | Atlantische Oceaan |
| 89   | San San en de rivieren tussen de Sixaola en de Changuinola                 | 222,5              | 37,3                    | Atlantische Oceaan |
| 91   | Changuinola                                                                | 3202,0             | 110,0                   | Atlantische Oceaan |
| 93   | Guariviara en de rivieren tussen de Changuinola en de Cricamola            | 2121,0             | 51,9                    | Atlantische Oceaan |
| 95   | Cricamola en de rivieren tussen de Cricamola en de Calovébora              | 2364,0             | 62,0                    | Atlantische Oceaan |
| 97   | Calovébora                                                                 | 485,0              | 39,0                    | Atlantische Oceaan |
| 99   | Concepción en de rivieren tussen de Calovébora en de Veraguas              | 402,2              | 44,8                    | Atlantische Oceaan |
| 100  | Palo Blanco, de Coto en de Vecinos                                         | 560,0              | 52,0                    | Stille Oceaan      |
| 101  | Veraguas                                                                   | 322,8              | 46,0                    | Atlantische Oceaan |
| 102  | Chiriquí Viejo                                                             | 1376,0             | 161,0                   | Stille Oceaan      |
| 103  | Belén en de rivieren tussen de Belén en de Coclé del Norte                 | 817,0              | 55,6                    | Atlantische Oceaan |
| 104  | Escárrea                                                                   | 373,0              | 81,0                    | Stille Oceaan      |
| 105  | Coclé del Norte                                                            | 1710,0             | 75,0                    | Atlantische Oceaan |
| 106  | Chico                                                                      | 593,3              | 69,0                    | Stille Oceaan      |
| 107  | Platanal en de rivieren tussen de Coclé del Norte en de Miguel de la Borda | 133,5              | 14,2                    | Atlantische Oceaan |
| 108  | Chiriquí                                                                   | 1905,0             | 130,0                   | Stille Oceaan      |
| 109  | Miguel de la Borda                                                         | 640,0              | 59,5                    | Atlantische Oceaan |
| 110  | Fonseca en de rivieren tussen de Chiriquí en de San Juan                   | 1661,0             | 90,0                    | Stille Oceaan      |
| 111  | Indio                                                                      | 564,4              | 92,0                    | Atlantische Oceaan |
| 112  | San Félix en de rivieren tussen de Fonseca en de Tabasará                  | 1168,0             | 67,0                    | Stille Oceaan      |
| 113  | Lagarto en de rivieren tussen de Indio en de Chagres                       | 421,4              | 36,9                    | Atlantische Oceaan |
| 114  | Tabasará                                                                   | 1289,0             | 132,0                   | Stille Oceaan      |
| 115  | Chagres                                                                    | 3338,0             | 125,0                   | Atlantische Oceaan |
| 116  | Caté en de rivieren tussen de Tabasará en de San Pablo                     | 1684,0             | 56,5                    | Stille Oceaan      |
| 117  | Cuango en de rivieren tussen de Chagres en de Mandinga                     | 1122,0             | 34,1                    | Atlantische Oceaan |
| 118  | San Pablo                                                                  | 2453,0             | 148,0                   | Stille Oceaan      |
| 119  | Mandinga                                                                   | 337,0              | 41,3                    | Atlantische Oceaan |
| 120  | San Pedro                                                                  | 996,0              | 79,0                    | Stille Oceaan      |
| 121  | Cartí en de rivieren tussen de Mandinga en de Armila                       | 2238,0             | 26,5                    | Atlantische Oceaan |
| 122  | Quebro en de rivieren tussen de San Pedro en de Tonosí                     | 2467,0             | 40,4                    | Stille Oceaan      |
| 124  | Tonosí                                                                     | 716,8              | 91,0                    | Stille Oceaan      |
| 126  | Guararé en de rivieren tussen de Tonosí en de La Villa                     | 2170,0             | 45,0                    | Stille Oceaan      |
| 128  | La Villa                                                                   | 1284,3             | 117,0                   | Stille Oceaan      |
| 130  | Parita                                                                     | 602,6              | 70,0                    | Stille Oceaan      |
| 132  | Santa María                                                                | 3326,0             | 168,0                   | Stille Oceaan      |
| 134  | Grande                                                                     | 2493,0             | 94,0                    | Stille Oceaan      |
| 136  | Antón                                                                      | 291,0              | 53,0                    | Stille Oceaan      |
| 138  | Chame en de rivieren tussen de Antón en de Caimito                         | 1476,0             | 36,1                    | Stille Oceaan      |
| 140  | Caimito                                                                    | 453,0              | 72,0                    | Stille Oceaan      |
| 142  | Matasnillo en de rivieren tussen de Caimito en de Juan Díaz                | 383,0              | 6,0                     | Stille Oceaan      |
| 144  | Juan Díaz en de rivieren tussen de Juan Díaz en de Pacora                  | 322,0              | 22,5                    | Stille Oceaan      |
| 146  | Pacora                                                                     | 388,0              | 48,0                    | Stille Oceaan      |
| 148  | Bayano                                                                     | 4984,0             | 215,0                   | Stille Oceaan      |
| 150  | Chimány en de rivieren tussen de Bayano en de Santa Bárbara                | 1270,0             | 22,4                    | Stille Oceaan      |
| 152  | Sabanas en de rivieren tussen de Santa Bárbara en de Chucunaque            | 1796,0             | 78,1                    | Stille Oceaan      |
| 154  | Chucunaque                                                                 | 4937,0             | 215,0                   | Stille Oceaan      |
| 156  | Tuira                                                                      | 3017,0             | 127,0                   | Stille Oceaan      |
| 158  | Tucutí                                                                     | 1835,0             | 98,0                    | Stille Oceaan      |
| 160  | Marea en de rivieren tussen de Tucutí en de Sambú                          | 1464,0             | 23,9                    | Stille Oceaan      |
| 162  | Sambú                                                                      | 1525,0             | 80,0                    | Stille Oceaan      |
| 164  | Jaqué en de rivieren tussen de Sambú en de Juradó                          | 1158,0             | 46,7                    | Stille Oceaan      |
| 166  | Juradó                                                                     | 91,2               | 63,0                    | Stille Oceaan      |

Bron: ETESA

- a) De codificatie van de stroomgebieden is onderdeel van een regionaal Centraal-Amerikaans project. In dat verband werden oneven nummers toegekend aan de stroomgebieden oostelijk van de continentale waterscheiding en in de Atlantische Oceaan uitmonden, terwijl even nummers werden toegekend aan de stroomgebieden westelijk van de continentale waterscheiding, waarvan de rivieren in de Stille Oceaan uitmonden.
- b) Bij stroomgebieden van rivieren die door verschillende landen stromen wordt alleen het oppervlak op Panamese grondgebied vermeld.